# Peltigera sumatrana
Peltigera sumatrana är en lavart som beskrevs av Vilmos Kőfaragó-Gyelnik. Peltigera sumatrana ingår i släktet Peltigera och familjen Peltigeraceae.   Inga underarter finns listade i Catalogue of Life.